# سرو دل ناسیمینتو
سرو دل ناسیمینتو (به اسپانیایی: Volcán Nacimientos del Cazadero) یک کوه و آتشفشان در آرژانتین است که در استان کاتامارکا واقع شده‌است. سرو دل ناسیمینتو ۶٬۴۳۶ متر بالاتر از سطح دریا واقع شده‌است.